# Несрин Ханым-эфенди
Несри́н Ханы́м-эфе́нди (тур. Nesrin Hanım Efendi; 1826, Поти — 2 января/2 мая 1853, Стамбул) — вторая икбал османского султана Абдул-Меджида I, мать четверых его детей.

## Биография
Как пишет мемуарист Харун Ачба в своей книге «Жёны султанов: 1839—1924», Несрин родилась в 1826 году в Поти в семье грузинского князя Манучара Асемиани и его жены Махры; при рождении девочка получила имя Адиле. Помимо Несрин в семье был также сын Хасан, проживавший в Поти; Хасан занимался перевозкой детей из бедных семей в Стамбул, где они могли получить хорошее образование и устроить свою дальнейшую жизнь.
Несрин была в числе грузинских красавиц, выбранных для будущего султана Абдул-Меджида I его матерью грузинкой Безмиалем. Девушка попала в гарем в очень юном возрасте и после окончания обучения в 1842 году стала одной из наложниц султана. Турецкие историки Недждет Сакаоглу и Чагатай Улучай отмечают, что Несрин хорошо владела языком и, в отличие от многих гаремных женщин, писала свои письма сама, а не диктовала их секретарю; кроме того, одно из таких писем, написанных Несрин султану касаемо пожара в Селимие, создаёт образ чистой и сострадающей женщины.
В браке с султаном Несрин родила троих сыновей и дочь, однако детские годы пережила только дочь Бехидже-султан. Турецкий историк Чагатай Улучай указывает, что на момент рождения двоих старших детей Несрин носила титул третьей икбал — наложницы султана, не вошедшей в число четырёх официальных жён (кадын-эфенди); титул второй жены, по мнению Улучая, она получила только после рождения сыновей-близнецов. Харун Ачба, а также турецкий и османские историки Недждет Сакаоглу и Сюрея Мехмед-бей указывают только, что Несрин носила титул второй икбал султана.
Несрин была очень расстроена смертью всех своих сыновей и, как пишет Ачба, вскоре тяжело заболела. Сакаоглу также пишет, что Несрин была огорчена смертью всех своих сыновей; кроме того, она болела туберкулёзом, эпидемия которого поразила гарем в правление Абдул-Меджида I. Улучай пишет, что Несрин умерла от тоски по покойным сыновьям, однако не исключает, что её сгубил туберкулёз. Она умерла 2 января или 2 мая 1853 года. Ачба пишет, что Несрин была похоронена в мавзолее Мурада V в Новой мечети в Стамбуле, тогда как Сакаоглу, Улучай и Сюрея не указывают конкретный мавзолей, в котором была похоронена вторая икбал Абдул-Меджида I.

## Дети
Мемуарист Харун Ачба среди детей Абдул-Меджида I от Несрин указывает Мехмеда Зияеддина-эфенди (родился в 1842), Бехидже-султан (родилась в 1848 году) и близнецов Бахаеддина-эфенди и Низамеддина-эфенди (родились в 1850 году); все они, по мнению Ачбы, умерли до достижения зрелого возраста.
Турецкие историки Недждет Сакаоглу и Чагатай Улучай среди детей Несрин указывают также троих сыновей и дочь, однако датой рождения старшего шехзаде Мехмеда Зияеддина указывают 1846 год; кроме того, они отмечают, что в детстве скончались только сыновья Несрин, а Бехидже (26 августа 1848 — 30 ноября 1876) скончалась в молодом возрасте от туберкулёза, от которого умерла её мать. При этом Сакаоглу пишет, что Бехидже дважды была замужем: с октября 1859 года за Хюсню-пашой, сыном Мустафы-паши (об этом браке Сакаоглу пишет, опираясь на слова Энтони Алдерсона) и с 15 марта 1875 года за Пашазаде Хамид-беем, внуком Халиля Хамида-паши.